# Althea Flynt
Althea Flynt (født Leasure, 6. november 1953 i Marietta i Ohio, USA – 27. juni 1987) var Larry Flynts fjerde hustru og medudgiver af Flynts pornografiske blad Hustler.
Althea og hendes tre søstre, Sherry, Debbie, og Marsha, og ene bror, Richard, kom fra et krænkende hjem. Da Althea var otte, skød og dræbte hendes far Richard hendes mor June og bedstefaren, og derefter skød og dræbte han sig selv. Altheas mormor var til stede under hændelsen, men overlevede ved at gemme sig i det nærliggende vandløb. Althea blev anbragt i et børnehjem, hvor hun forblev indtil hun løb væk som teenager.
Althea var biseksuel. Hun mødte Larry som 17-årig i 1971, da hun ansøgte om et job som stripper i hans klub i Columbus, Ohio. De blev gift den 21. august 1976. Althea var Hustlers første fold-ud pige i hel størrelse, og hun var involveret i både ledelse og udgivelse af bladet i hele deres 11-årige ægteskab, og hun fortsatte med at drive bladet og holdt det kørende i løbet af Larrys korte tilbagevenden til religion i 1977 og hans opstillen til USAs præsidentvalg i 1984.
I midten af 1980'erne planlagde Althea udgivelsen af et ikke-pornografisk blad kaldet The Rage, der skulle fokusere på punken. The Rage blev endegyldigt opgivet på grund af udgifterne til Flynts præsidentkampagne i 1984.
Althea begyndte at tage stoffer mens Larry tog ordineret smertemedicin efter et skudattentat mod ham og hans advokat i 1978, og Althea udviklede et stofmisbrug. Hun fik stillet diagnosen AIDS i 1983; Flynt mener hun pådrog sig sygdommen efter en blodtransfusion i forbindelse med en hysterektomi, og at hun altid brugte rene sprøjter i forbindelse med stoffer.
Althea døde som 33-årig da hun druknede i parrets Bel-Air palæ i Los Angeles i Californien. Ifølge rapporter mistede hun bevidstheden efter en overdosis og druknede i badekarret. Flynt derimod mener, at hun alligevel ville være død inden for et år, da hun udviste fremskredne stadier af AIDS. (På det tidspunkt tog Flynt sig af hende og han påstår at hun praktisk talt var sengeliggende). Althea Flynt er begravet i Flynt-familiens gravsted ved Lakeville i Salyersville i Kentucky.
Hun blev portrætteret af Courtney Love i spillefilmen Folket mod Larry Flynt fra 1996, der blev nomineret til en Golden Globe.